# Georges Prost (footballeur)
Georges Prost est un footballeur français né le 13 mars 1948 à Bourg-en-Bresse (Ain).

## Biographie
Formé à l'Olympique lyonnais, il évolue au poste d'arrière et remporte la Coupe de France avec le club rhodanien en 1973 contre le FC Nantes (2-1). Il avait été précédemment finaliste en 1971.
De 1973 à 1977, il rejoint l'AS Monaco. En 1977, il est finaliste du championnat de France de division 2. De 1977 à 1979, il termine sa carrière de joueur à l'AS Béziers en D2.
Après sa carrière de joueur, il s'occupe de la formation des jeunes. Tout d'abord à Monaco (1979-1983), puis au Mulhouse (1983-1995), à Marseille (1995-2002), à Southampton (2002-2007) et enfin à l'OL (2007-2010).
Mi-2010, il a pris la direction du Qatar et du Club FC Lekhwiya pour seconder Djamel Belmadi. Le Club a fini Champion du Qatar en 2011. Depuis, il occupe le poste de responsable du recrutement du Centre de Formation de l'Olympique de Marseille.

## Carrière de joueur
- 1965-1973 :  Olympique lyonnais
- 1973-1977 :  AS Monaco
- 1977-1979 :  AS Béziers[1]

## Palmarès

### Joueur
- Vainqueur de la Coupe de France : 1973
- Finaliste de la Coupe de France : 1971
- Vainqueur du championnat de France de Division 2 (groupe A) : Monaco
- Finaliste du championnat de D 2 Monaco1976/1977

### Formateur
- finaliste championnat C F A en 1980  À S Monaco
- vainqueur du tournoi des centres de formation  à Créteil en 1990 F C Mulhouse
- Champion d'Angleterre U19 en 2004  Southampton
- Finaliste de la F A Youth Cup en 2005 Southampton
- Champion d'Angleterre U 18  en 2006 Southampton
- Meilleur club de jeunes en 2008 et 2009 O.Lyon
- Champion du Qatar en 2011 Lekhwiya

- Champion du Qatar en 2011 (Lekhwiya)
- Finaliste de la F.A. Youth Cup en 2005 (Southampton)
- Meilleur club de jeunes en 2008 et 2009 (Lyon)

## Statistiques
- 206 matchs et 12 buts en Division 1
- 72 matchs et 8 buts en Division 2
- 2 matchs en Coupe des Vainqueurs de Coupes